# Баррето Химено, Педро Рикардо
Педро Рикардо Баррето Химено (исп. Pedro Ricardo Barreto Jimeno; род. 12 февраля 1944, Лима, Перу) — перуанский кардинал, иезуит. Титулярный епископ Акуфиды и апостольский викарий Хаэн-эн-Перу-о-Сан-Франсиско-Хавьер с 21 ноября 2001 по 17 июля 2004. Архиепископ Уанкайо с 17 июля 2004 по 12 февраля 2024. Кардинал-священник с титулом церкви Санти-Пьетро-э-Паоло-а-Виа-Остиенсе с 28 июня 2018.